# Ayliva

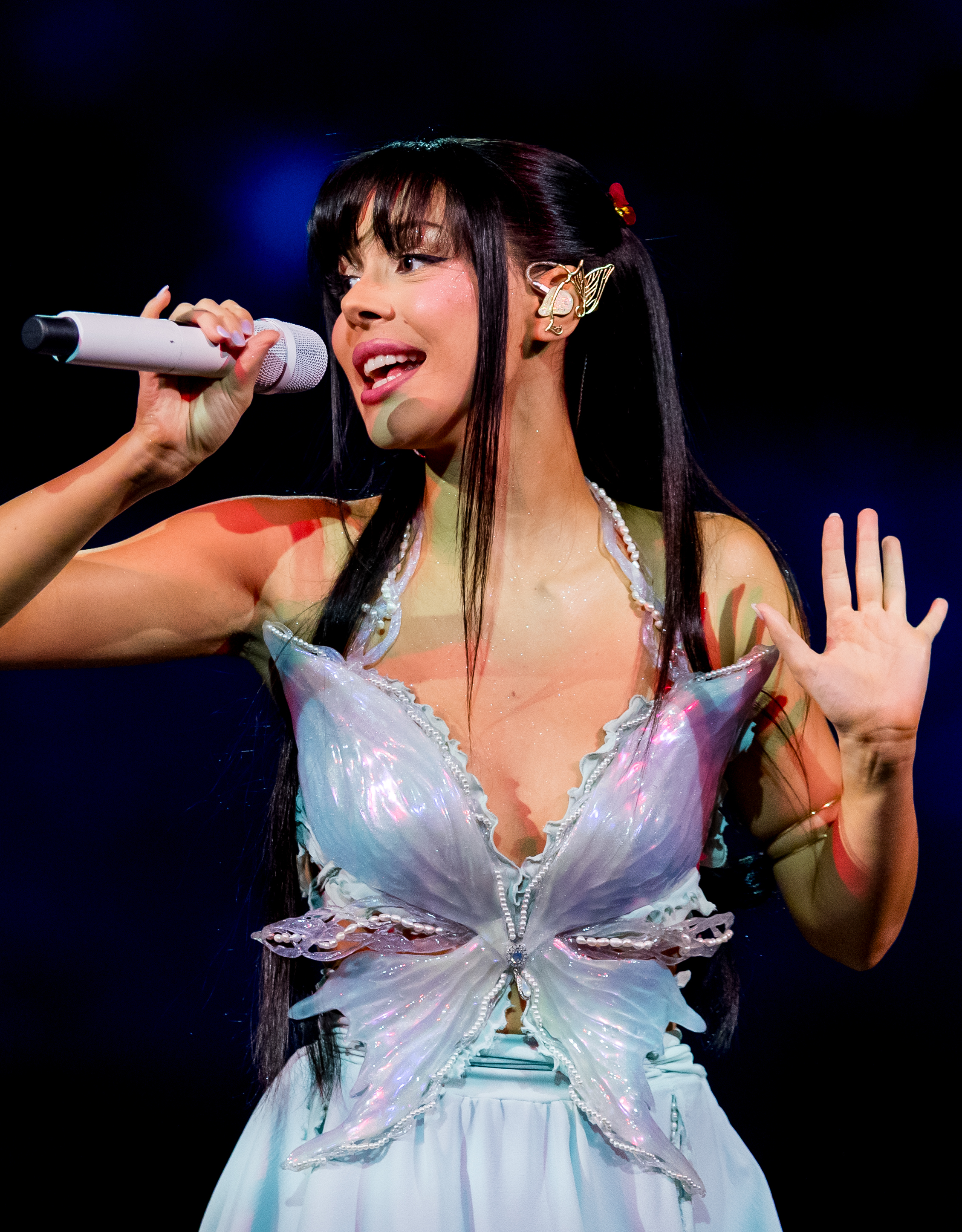
Ayliva in Mannheim (2024)

Ayliva [aɪ̯lɪvɑ] (* 4. April 1998 in Recklinghausen; bürgerlich Elif Akar) ist eine deutsche Musikerin.

## Leben
Ayliva ist türkischer Abstammung und wuchs in Recklinghausen auf. Sie hat eine ältere Schwester und einen jüngeren Bruder. Sie lernte Gitarre, Keyboard und Geige und schrieb mit zehn Jahren erste Lieder. Nach der Schule begann sie zunächst ein Studium der Philosophie und Germanistik auf Lehramt an der Ruhr-Universität Bochum und später eines der Sozialen Arbeit, ehe sie sich auf die Musik konzentrierte.

## Karriere
Im Oktober 2020 veröffentlichte sie auf Instagram eine Gesangshörprobe mit dem Titel Deine Heimfahrt. Tage später folgte ihre Hörprobe zu Plastik. Produziert wurde das Lied von Lukas Piano, welcher auch mit Rappern wie Samra zusammenarbeitet. Im Dezember 2020 erschien auf Instagram und TikTok ihre erste Hörprobe zu Deine Schuld. Auf letzterer Plattform veröffentlichte sie im Zuge dessen weitere Gesangsvideos, darunter ein Lied, in welchem sie sich kritisch zu Medien und der Politik äußert.
Im März 2021 brachte Ayliva bei dem Label Whiteheart Records, einer Tochtergesellschaft der Warner Music Group, ihre erste Single Deine Schuld heraus. Das Stück handelt von toxischen Beziehungen. Das Musikvideo beginnt mit einer Sprachnotiz, in der ihr vermeintlicher Ex-Freund sie bedroht und die Veröffentlichung ihres Liedes verhindern will. Diesen Ausschnitt veröffentlichte sie zuvor bereits auf der Plattform TikTok, welcher dort viral ging, für große Aufmerksamkeit sorgte und dazu führte, dass zahlreiche andere Frauen mit Bildern und Videos über Gewalterfahrungen mit ihren Ex-Partnern berichteten. Die Stimme wurde aus rechtlichen Gründen nachgesprochen, basiere laut ihren Aussagen aber auf einer realen Sprachnotiz sowie der Song auf echten Erfahrungen mit ihrem Ex-Freund. Der Song erreichte Platz 16 der deutschen Singlecharts.
Ihre zweite Single Wenn ich wein erschien im Juni 2021 und konnte sich auf Platz 31 der deutschen Charts platzieren. Im November desselben Jahres kam mit dem kanadischen Sänger Ali Gatie eine Neuinterpretation des Liedes mit dem Titel When I cry heraus, auf der sie auch einen zusätzlichen Part auf Englisch beisteuert.
Ihren dritten Charterfolg erlangte sie durch die Singleauskopplung Schmetterlinge. Der Refrain des Liedes ist in arabischer Sprache vorgetragen, während die Strophen auf Deutsch sind.
Im Juni 2022 trat sie im Vorprogramm der Welttournee von Alicia Keys in den Arenen in Berlin und Mannheim vor jeweils mehr als 15.000 Zuschauern auf. Mit ihrer Band spielte sie hier jeweils eine 30-minütige Auswahl ihrer Songs.
Nach diversen Singleauskopplungen mit deutschsprachigen Rappern und Sängern veröffentlichte sie im Juli 2022 ihr erstes Studioalbum Weißes Herz, welches auf Platz 6 in den deutschen Albumcharts landete. Die Single Bei Nacht stieß ein halbes Jahr nach Release bis auf Platz 13 der deutschen Charts vor, ihre bis dahin beste Platzierung in den Singlecharts. Das Album Weißes Herz erreichte zudem circa zwei Jahre nach Release in Deutschland Gold-Status.
Anfang Januar 2023 kam die Videosingle Sie weiß mit dem deutschen Rapper Mero heraus. Das Lied konnte sich zwei Wochen lang auf Platz 1 der deutschen Singlecharts platzieren und neun weitere Wochen in den Top Drei. In den offiziellen deutschen Single-Jahrescharts 2023 belegte Sie weiß letztendlich Platz 3. Neben Sie weiß erreichten im selben Jahr auch Deine Schuld, Wenn ich wein und Bei Nacht Goldstatus für 200.000 abgesetzte Einheiten.
Mit dem Erscheinen ihres zweiten Studioalbums Schwarzes Herz am 25. August 2023, welches Platz 1 der Charts in Deutschland, Schweiz und Österreich belegte, stellte Ayliva zusätzlich zwei Streaming-Rekorde auf: mit 7,6 Millionen Streams am Veröffentlichungstag war sie in Deutschland der meistgestreamte weibliche Act innerhalb eines Tages und mit 40 Millionen Streams in derselben Woche der meistgestreamte weibliche Act innerhalb einer Woche.
Schwarzes Herz war 2023 zudem in Deutschland das meistgestreamte Album des Jahres auf Spotify.
In den offiziellen deutschen Album-Jahrescharts landete das Album auf Platz 7 und war nach Gartenstadt von Apache 207 und Das ist los von Herbert Grönemeyer das dritterfolgreichste deutschsprachige Album des Jahres in dieser Liste. Circa ein Jahr nach Release erreichte das Album in Deutschland Platin-Status.
Der Albumtrack Hässlich landete mehrere Wochen nach Albumveröffentlichung auf Platz 1 der deutschen Singlecharts. Mit Was mir gefällt, In deinen Armen und Weißes Haus konnten sich zuvor drei weitere Lieder in den Top-10 der deutschen Singlecharts halten.
Im November 2023 gewann sie den Bambi-Publikumspreis in der Kategorie Erfolgreichste Künstlerin des Jahres.
In der vom ZDF präsentierten Silvester-Show Willkommen 2024 trat sie live vor dem Brandenburger Tor auf und spielte dabei ihre Songs Deine Schuld, Weißes Haus, Hässlich, Sie weiß und Bei Nacht.
Mit Lieb mich landete Ayliva das dritte Mal auf Platz eins der deutschen Singlecharts. Die im April 2024 veröffentlichte Single Wunder mit Apache 207 erzielte als erster deutschsprachiger Song und erster Nicht-Weihnachtssong über zwei Millionen Spotify-Streams an einem Tag in Deutschland und brach mit 3,3 Millionen Streaming-Abrufen zudem den Rekord für den meistgestreamten Titel am Veröffentlichungstag in Deutschland. Wunder erreichte schließlich Platz eins der deutschen Singlecharts. Im August brachte sie ihr drittes Studioalbum In Liebe heraus, welches in Deutschland, Österreich und der Schweiz Platz 1 erreichte. In den deutschen Jahrescharts 2024 landeten ihre Alben In Liebe und Schwarzes Herz jeweils auf Platz 4 und 5 und die Single Wunder auf Platz 2.
Im Dezember 2024 trat sie bei der Helene Fischer Show auf und sang dort ihre beiden Solosingles Beifahrer (im Duett mit Helene Fischer) und Nein. 2025 war sie Coach bei The Voice Kids.

## Diskografie
Studioalben

| Jahr | Titel Musiklabel                        | Höchstplatzierung, Gesamtwochen, AuszeichnungChartplatzierungen (Jahr, Titel, Musiklabel, Platzierungen, Wochen, Auszeichnungen, Anmerkungen) | Höchstplatzierung, Gesamtwochen, AuszeichnungChartplatzierungen (Jahr, Titel, Musiklabel, Platzierungen, Wochen, Auszeichnungen, Anmerkungen) | Höchstplatzierung, Gesamtwochen, AuszeichnungChartplatzierungen (Jahr, Titel, Musiklabel, Platzierungen, Wochen, Auszeichnungen, Anmerkungen) | Anmerkungen                                               |
| Jahr | Titel Musiklabel                        | DE | AT | CH | Anmerkungen                                               |
| ---- | --------------------------------------- | --- | --- | --- | --------------------------------------------------------- |
| 2022 | Weißes Herz Whiteheart Records (WMG)    | DE6 Gold · (135 Wo.)DE | AT9 Gold · (50 Wo.)AT | CH11 (50 Wo.)CH | Erstveröffentlichung: 8. Juli 2022 Verkäufe: + 107.500    |
| 2023 | Schwarzes Herz Whiteheart Records (WMG) | DE1 Platin · (… Wo.)DE | AT1 Gold · (75 Wo.)AT | CH1 Gold · (64 Wo.)CH | Erstveröffentlichung: 25. August 2023 Verkäufe: + 167.500 |
| 2024 | In Liebe Whiteheart Records (WMG)       | DE1 (… Wo.)DE | AT1 (… Wo.)AT | CH1 (31 Wo.)CH | Erstveröffentlichung: 16. August 2024                     |

## Auszeichnungen und Nominierungen

### Auszeichnungen
- 2023: Bambi – Kategorie: Publikumspreis (Erfolgreichste Künstlerin des Jahres)[9]
- 2023: Bravo Otto – Kategorie: Sänger/in National (Silber)[10]
- 2023: New Music Awards – Kategorie: Durchstarterin des Jahres[11]
- 2023: TikTok Awards (Deutschland) – Kategorie: Musik[12]
- 2024: MTV Europe Music Awards – Kategorie: Best German Act[13]
- 2025: Deutscher Musikautor*innenpreis – Erfolgreichstes Werk 2024 – Wunder[14]

### Nominierungen
- 2022: Bravo Otto – Kategorie: Sänger/in National[15][16]
- 2022: 1LIVE Krone – Kategorie: Bester Hip-Hop/R&B Song[17] (für Bei Nacht)
- 2023: 1LIVE Krone – Kategorie: Beste Künstlerin[18]
- 2023: 1LIVE Krone – Kategorie: Bester Hip-Hop/R&B Song[19] (für Sie weiß feat. Mero)
- 2023: HipHop.de Awards – Kategorie: Beste/r Newcomer/in National[20]
- 2023: HipHop.de Awards – Kategorie: Bester Song National[21] (für Sie weiß feat. Mero)
- 2023: HipHop.de Awards – Kategorie: Bester Live-Act National[21]
- 2023: HipHop.de Awards – Kategorie: Macher/in des Jahres[21]
- 2023: MTV Europe Music Awards – Kategorie: Best German Act[22]
- 2023: popNRW-Preis – Kategorie: Outstanding[23]
- 2023: Preis für Popkultur – Lieblingssong[24] (für Sie weiß feat. Mero)
- 2023: Preis für Popkultur – Beeindruckendste Liveshow[25] (für Weisses Herz Tour)
- 2024: Swiss Music Awards – Kategorie: Best Solo Act International[26]